# Savage X Fenty Show
Savage X Fenty Show é um especial de televisão do desfile anual da marca de lingerie Savage X Fenty de Rihanna. O Volume 1 estreou em 20 de setembro de 2019 e o Volume 2 em 2 de outubro de 2020, ambos no Prime Video.

## História
Em 2018, Rihanna lançou uma nova linha de lingerie chamada Savage X Fenty. Em 12 de setembro de 2018, o primeiro Savage X Fenty Show aconteceu na New York Fashion Week.

## Produção
Em 10 de setembro de 2019, o primeiro especial foi filmado no Barclays Center, no Brooklyn, para a New York Fashion Week, com dançarinos coreografados por Parris Goebel. Apresentava Rihanna junto com as supermodelos Gigi Hadid, Bella Hadid, Cara Delevingne e Joan Smalls, participações de 21 Savage, Normani, Christian Combs e Paloma Elsesser, e performances de Halsey, Migos, Big Sean, DJ Khaled, Fat Joe, Fabolous e A$AP Ferg.
O volume 2 foi filmado no Centro de Convenções de Los Angeles e mostra a coleção outono 2020 de Rihanna, e inclui apresentações de Miguel, Rosalía, Bad Bunny, Ella Mai, Mustard e Roddy Ricch. Os destaques da passarela são Bella Hadid, Big Sean, Cara Delevingne, Christian Combs, Normani, Paloma Elsesser, Lizzo, Demi Moore, Erika Jayne, Gigi Goode, Irina Shayk, Laura Harrier, Paris Hilton, Rico Nasty, Ryan Garcia, Shea Coulée, Willow Smith e Jaida Essence Hall. Rihanna é a produtora executiva e diretora de criação do especial.

## Lançamento
Savage X Fenty Show foi lançado no Prime Video em 20 de setembro de 2019. Um teaser de Savage X Fenty Show Vol. 2 foi lançado em 25 de setembro de 2020 e estreou no Prime Video em 2 de outubro de 2020.

## Edições
| # | Evento                            | Datas                  | Localização                                          | Coreógrafo    | Transmissão     | Modelos | Apresentações                                                           |
| - | --------------------------------- | ---------------------- | ---------------------------------------------------- | ------------- | --------------- | --- | ----------------------------------------------------------------------- |
| 1 | Savage X Fenty Show (2018)        | 12 de setembro de 2018 | Brooklyn Navy Yard, Brooklyn, NY · USA               | Parris Goebel | Sem transmissão | Bella Hadid Gigi Hadid Joan Smalls Paloma Elsesser Slick Woods Indira Scott Raisa Flowers Fael Luna | -                                                                       |
| 2 | Savage X Fenty Show (2019)        | 10 de setembro de 2019 | Barclays Center, Brooklyn, NY · USA                  | Parris Goebel | Prime Video     | Rihanna Bella Hadid Gigi Hadid Cara Delevingne Laverne Cox Joan Smalls Normani 21 Savage Christian Combs Paloma Elsesser Alek Wek Fael Luna | Halsey Migos Big Sean A$AP Ferg DJ Khaled Fat Joe Fabolous Tierra Whack |
| 3 | Savage X Fenty Show Vol. 2 (2020) | Pré-gravado            | Los Angeles Convention Center, Los Angeles, CA · USA | Parris Goebel | Prime Video     | Rihanna Bella Hadid Demi Moore Cara Delevingne Jaida Essence Hall Indya Moore Normani Lizzo Adesuwa Aighewi Jazzelle Zanaughtti Paloma Elsesser Irina Shayk Laura Harrier Soo Joo Park Chika Paris Hilton Willow Smith Jaren Merrell Gigi Goode Shea Couleé Rico Nasty Christian Combs Big Sean Fael Luna                                                                                 | Travis Scott Rosalía Mustard Ella Mai Roddy Ricch Bad Bunny Miguel      |
| 4 | Savage X Fenty Show Vol. 3 (2021) | Pré-gravado            | Westin Bonaventure Hotel, Los Angeles, CA · USA      | Parris Goebel | Prime Video     | Adriana Lima AJ Alek Wek Angel August Atkinson Behati Prinsloo Bella Poarch Daniel Aguilera Eartheater Emily Ratajkowski Erykah Badu Gigi Hadid Gottmik Irina Shayk Jeremy Pope Joan Smalls Jojo T. Gibbs Leiomy Lola Leon Lucky Blue Smith Mena Massoud Nyjah Huston Precious Lee Sabrina Carpenter Soo Joo Park Symone Thuso Mbedu Troye Sivan Vanessa Hudgens Cindy Crawford Fael Luna | Nas Daddy Yankee BIA Jazmine Sullivan Ricky Martin Normani Jade Novah   |

## Prêmios e Indicações
| Ano  | Premiação               | Categoria                                                   | Indicado            | Resultado | Ref    |
| ---- | ----------------------- | ----------------------------------------------------------- | ------------------- | --------- | ------ |
| 2019 | BreakTheInternet Awards | Fashion Moment Of The Year                                  | Rihanna             | Venceu    | [ 12 ] |
| 2020 | Primetime Emmy Awards   | Outstanding Choreography for Variety or Reality Programming | Parris Goebel       | Indicado  | [ 13 ] |
| 2020 | WOWIE Awards            | Outstanding Fashion Show or Program                         | Rihanna             | Venceu    | [ 12 ] |
| 2021 | Primetime Emmy Awards   | Outstanding Choreography for Variety or Reality Programming | Parris Goebel       | Indicado  | [ 14 ] |
| 2021 | Webby Awards            | Social: Events                                              | Savage X Fenty Show | Venceu    | [ 15 ] |
| 2021 | Webby Awards            | Social: Diversity & Inclusion                               | Savage X Fenty Show | Venceu    | [ 15 ] |
| 2021 | Webby Awards            | Social: Performance & Dance                                 | Savage X Fenty Show | Venceu    | [ 15 ] |